# 林贝 (喀麦隆)
林贝（法語：Limbé），又称维多利亚，是非洲中西部國家喀麥隆的一座城镇，由西南省負責管轄，位於該國西面喀麥隆火山以南，濒临几内亚湾，是該國石油工業的中心，其他經濟活動有捕魚業、旅遊業及种植业:969。

## 外部連結
1. ↑  单树模. . 中国山东: 山东教育出版社. 1995. ISBN 9787532820627. OCLC 1105077020 （中文（中国大陆））.

4°01′N 9°13′E / 4.017°N 9.217°E